# Szatmári vár

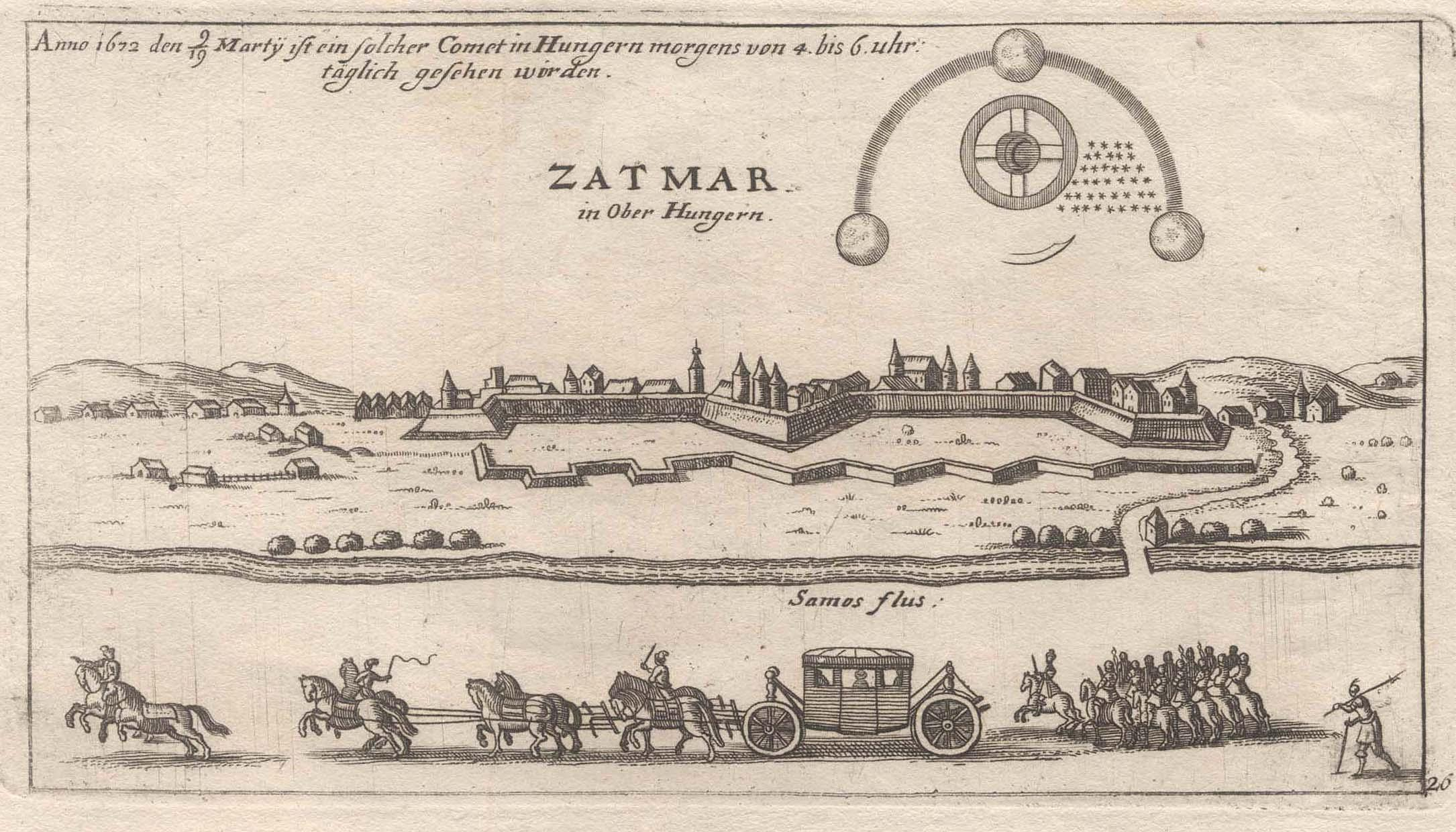
Szatmári vár 1662-ben

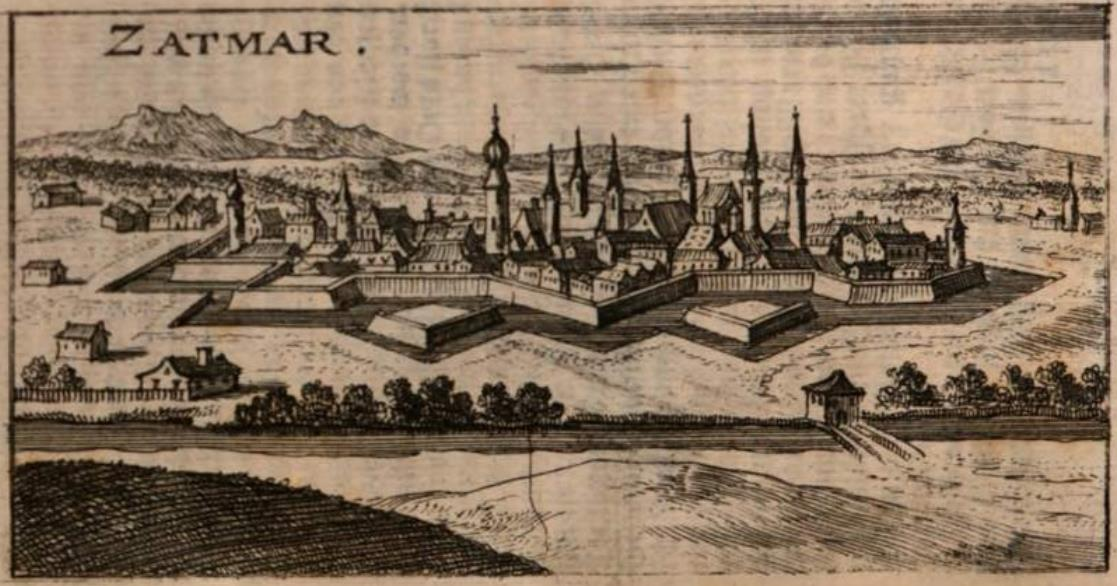
Szatmári vár 1688-ban

Szatmár vára Szatmárnémeti belvárosának helyén állt. Ma már semmi nem látható belőle.

## Leírása
A szatmári végvárat ma már csak az itáliai hadmérnökök által készített alaprajzokból ismerhetjük meg. Neves hadi építészek tervezték meg, többek között a Baldigara fivérek: Ottavio és Giulio vagy Cesare Porta. A szabályos ötszögletű erősséget sarkain egy-egy olaszbástya védelmezte. Megközelítését két kapu szolgálta, udvarán helyezkedtek el a nagy létszámú katonaság szállásai, valamint az élelmiszer és hadianyag raktárak. A végvár külső védőműveit is fokozatosan kiépítették, olló és szarvműveket emeltek szintén fa-föld alapra.
A városbeli építkezések során felbukkanó vármaradványok arra vallanak, hogy a vizenyős talajban készített alapokat nagyobb méretű kőtömbökre és néhány sornyi téglára fektették le a korabeli építők. Nagyobb méretű régészeti kutatás nem történt a szatmári vár pontosabb megismerésére.

## Nevének eredete
Szatmár nevét a régi írások 1150-ben említik először Zothmar néven. Nevét egykori tulajdonosáról kapta.

## Története
A környék már ősidők óta lakott volt, helyén ősi földvár maradványait találták.

### 11-13. század
Az egykori Ecsedi-láp  mocsarai szélén fekvő Szatmár első várának építése  - a fellelt adatok alapján - I. István király, s az  államalapítás idejére tehető, határvédelmi célokból épült földvár lehetett, mely az 1000 táján épült első ispáni várak közé tartozhatott.
1217-től 1230-ig királyi erősségként (Castrum Regium) jelölik az oklevelek, vagyis itt már erődítmény állt.
1230-ban II. András király a Gizella királynéval Magyarországra jött szatmári nemeseket szabadságjogokkal ajándékozta meg.
1241-ben a tatárok lerombolták a szatmári várat, elpusztult Szatmár városa és a Szamos túlpartjára épült Németi is..
1261-ben IV. Béla király fiának, V. Istvánnak itt lévő mulatóhelyéről írnak.
1264-ben V. István Szatmárnak és  a Szamos túlsó partján felépült Németi lakosainak szabadságlevelet adott.

### 14-16. század
1330-ban Németi lakosait említik az oklevelek, akik királyi vadászok voltak.
1411-ben Szatmárt egy időre több más várossal együtt Belgrádért cserébe kapta Brankovics György szerb vajda is.
1543-ban I. Ferdinánd király Szatmárt és Németit a Báthoryaknak: Báthory András bíboros apjának, Báthory Kristófnak és Báthory Istvánnak adta ajándékba, akik itt a Szamos folyó szigetén jól megerősített várat építtettek. 
A várat később János Zsigmond foglalta el.
1558-ban Izabella királyné Szapolyai János özvegye, János Zsigmond gyámja Szatmár és Németi lakosait felmentette a vámok fizetése alól.
Balassa Menyhértet tette meg főkapitánynak, s Nagybányát három vármegye dézsmájával neki adta, s lakhelyéül Szatmárt rendelte. Balassa Menyhért azonban a vár katonáit maga mellé állítva a várat Habsburg Ferdinánd részére elfoglalta.
János Zsigmond török segítséggel megostromolta Szatmárt, de Zay Ferenc kapitány vitézsége miatt sikertelenül. 
1565-ben azonban amikor Balassa Menyhért csapataival Kassa környékén portyázott, Báthory István a várat katonáival hirtelen meglepve, azt visszafoglalta.
1565-ben Schwendi Lázár és Báthory András nagy erőkkel indult a vár visszaszerzésére, Báthory István a várat a közelgő sereget látva a várat felgyújtotta, s magára hagyta. Schwendi Lázár a magára hagyott várhoz könnyen hozzájutva azt elfoglalta, majd a várat ismét erősen felépíttette. Az ötszögletűre épített Szatmári vár 1569 és 1573 között készült el 
Giulio Baldigara tervei szerint.

### 17-18. század
1622-ben a vár a Bethlen Gábor és II. Ferdinánd között megkötött nikolsburgi béke értelmében Bethlen Gábor tulajdonába került.
1657-ben Szatmár már Rákóczi birtok volt, melyet a lengyelek pusztítottak.
1668-ban I. Lipót a Szatmáron élő nemeseket adófizetésre és katonatartásra kötelezte.
Még ebben az évben a vármegye gróf Nádasdy Ferenc országbírónak panaszkodik a szatmári vár német katonaőrségének sarcolásaira, s kéri az országbírót, cseréljék magyarra az őrséget.
1669-ben az elkeseredett nemesség, s a közeli Aranyosmeggyes várának védői Lónyai Annának, a vár úrnőjének biztatására megtámadták és felkoncolták a vár német őrségét, miközben éppen zsákmányszerző úton voltak.
1680-ban I. Apafi Mihály huszonnégyezer törökkel, erdélyiekkel és  havasalföldiekkel ostromolta, de sikertelenül.
1682-ben Thököly Imre kezébe került a vár, de 1684-ben katonái I. Lipót seregeinek feladták.
1686-ban Antonio Caraffa császári hadvezér Szatmáron rendezte be szállását, s a várost súlyosan megadóztatta.
1705-1706 ban Rákóczi több ízben parancsot adott a vár lerontására, sikertelenül. Végül 1711-ben
Károlyi Sándor csakugyan felégettette.

### 19. századtól napjainkig
A vár teljesen elpusztult, mára felszíni nyoma nincs, csak néha bukkannak nyomára építkezések közben.